# Marambio (forskningsstation)
Marambiobasen (Spanska: Base Marambio) är en argentinsk bas på Seymourön (Argentinsk spanska: Isla Marambio) intill Antarktiska halvön. Stationen är bemannad året om, och rymmer såväl militär som vetenskaplig verksamhet. 